# Ryūta Ibaragi

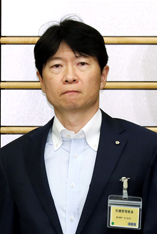
Ryūta Ibaragi, 2018

Ryūta Ibaragi (jap. 伊原木 隆太, Ibaragi Ryūta; * 29. Juli 1966 in der Präfektur Okayama) ist ein japanischer Unternehmer und Politiker und seit November 2012 Gouverneur von Okayama.
Ibaragi absolvierte 1990 sein Studium an der ingenieurswissenschaftlichen Fakultät der Universität Tokio, anschließend arbeitete er bis 1993 für ein Consultingunternehmen. 1995 erwarb er einen MBA an der Universität Stanford. 1998 wurde er Nachfolger seines Vaters als Vorstandsvorsitzender der vor allem in den Regionen Chūgoku und Shikoku aktiven Kaufhauskette Tenmaya (天満屋). Im Mai 2012 legte er das Amt nieder, um in die Politik zu wechseln; Nachfolger wurde sein Onkel.
Bei der Gouverneurswahl in Okayama im Oktober 2012, bei der Amtsinhaber Masahiro Ishii nach vier Amtszeiten für einen bevorstehenden Wechsel in die nationale Politik nicht mehr kandidierte, bewarb sich Ibaragi mit Unterstützung von Mitte-rechts-Parteien und des Gewerkschaftsbundes Rengō Okayama, aussichtsreichste der drei weiteren Kandidaten war die bisherige Präfekturparlamentsabgeordnete Akiko Ichii (vormals Demokratin, aber ohne formale Parteiunterstützung bei der Gouverneurswahl). Mit rund 60 % der Stimmen setzte sich Ibaragi bei relativ niedriger Wahlbeteiligung klar gegen Ichii (32 %) und die beiden anderen Kandidaten durch. Er trat das Gouverneursamt am 12. November 2012 an.